# Tery Hare
Tery Hare (Trieste, 18 maggio 1951) è un'attrice italiana. Talvolta è stata accreditata come Teresa Daniel e Teri Hare.
È passata come una meteora nel panorama della cinematografia italiana. La sua filmografia consta di una manciata di pellicole girate fra il 1969 e il 1971.

## Filmografia

### Cinema
- Quarta parete, regia di Adriano Bolzoni (1969)
- Mio Mao - Fatiche ed avventure di alcuni giovani occidentali per introdurre il vizio in Cina, regia di Nicolò Ferrari (1970)
- Amore Formula 2, regia  di Mario Amendola (1970)
- Il provinciale, regia di Luciano Salce (1971)